# Malin Byström

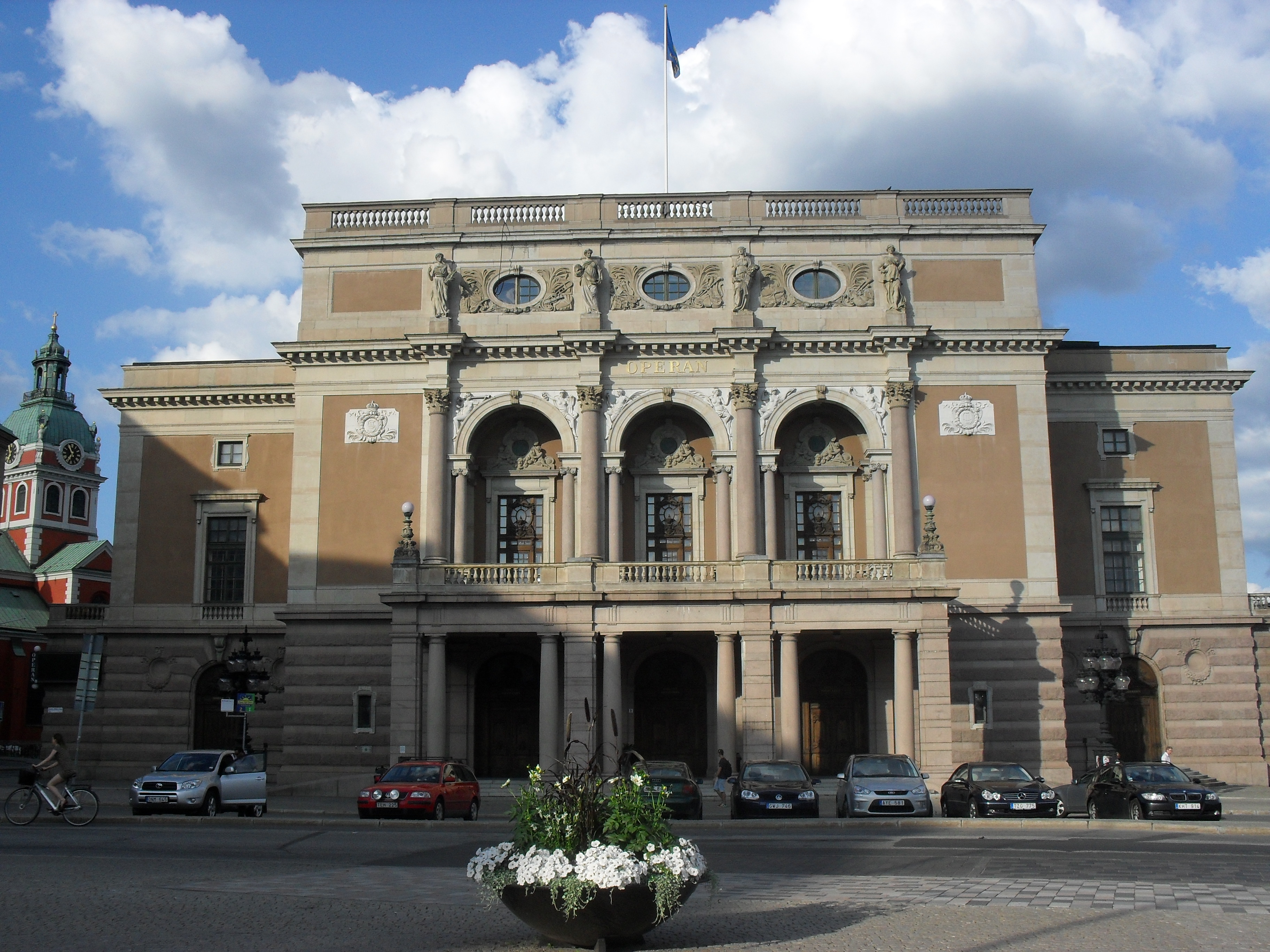
Kungliga Operan i Stockholm är Malin Byströms nuvarande hemmascen.

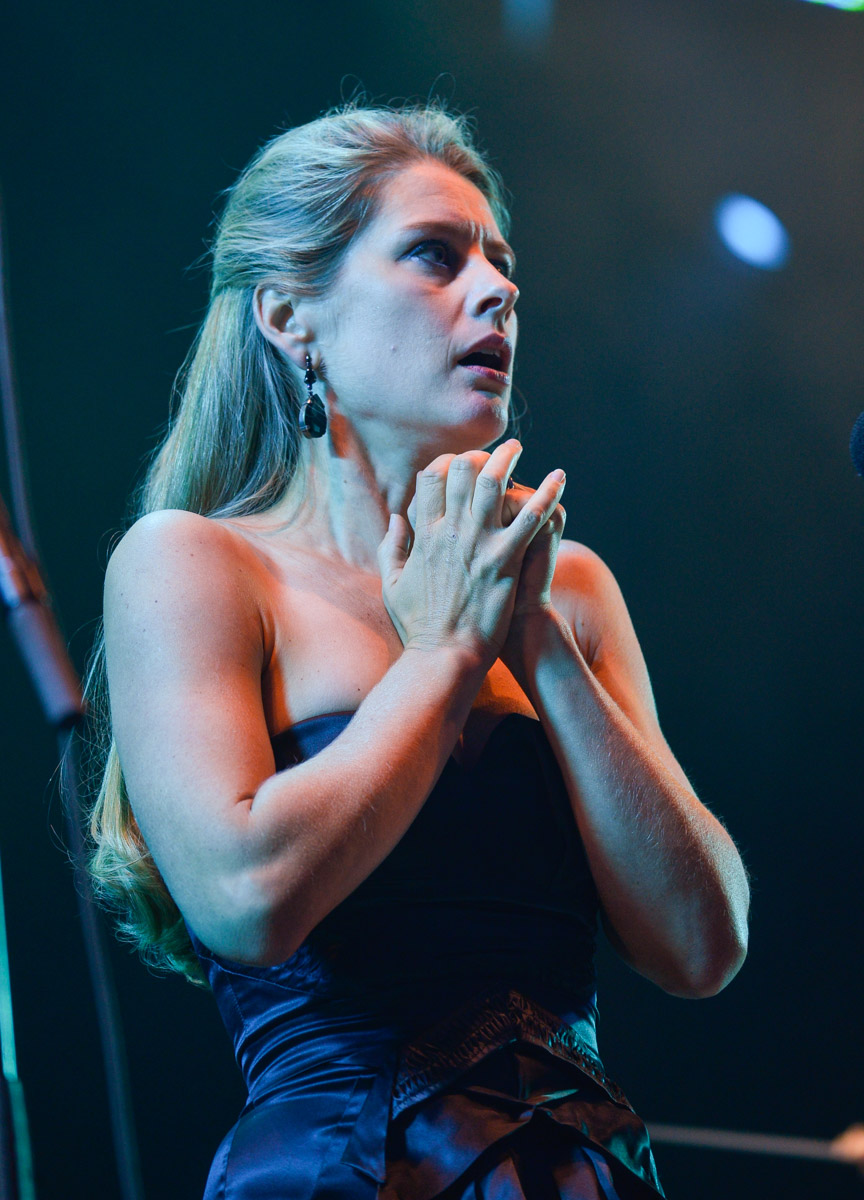
Malin Byström på Gustav Adolfs torg under Stockholms Kulturfestival 2014.

Malin Byström, född 3 september 1973 i Helsingborg, är en svensk operasångerska (lyrisk sopran). Hon blev hovsångerska 2018.

## Utbildning
Byström är utbildad vid Musikhögskolan vid Göteborgs universitet 1993-1997 och därefter vid Operahögskolan i Stockholm.

## Karriär
Byström debuterade 2002 vid Royal Opera House i London som Amalia i den sällan spelade Verdioperan I masnadieri.Hon hann sjunga vid statsoperan i München, festspelen i Salzburg och festivalen i Aix-en-Provence innan hon 2007 gjorde sin svenska operadebut som Marguerite i Gounods Faust vid Göteborgsoperan, där hon senare även gjorde titelrollen i Massenets Thaïs och Amelia i Verdis Simon Boccanegra.
I Thaïs sjöng hon även mot Plácido Domingo vid operan i Valencia. Domingo öste beröm över sin motspelerska. Vid Kungliga Operan i Stockholm har Byström sjungit Fiordiligi i Così fan tutte och Desdemona i Otello. Säsongen 2015–16 återkom hon dit som fältmarskalkinnan i Rosenkavaljeren och Donna Elvira i Don Giovanni. I december 2011 debuterade Byström som Marguerite vid Metropolitan i New York, dit hon senare återkommit i titelrollen av Arabella.

## Priser och utmärkelser
- 1997 – Jenny Lind-stipendiet
- 2008 – Birgit Nilsson-stipendiet
- 2008 – Sten A Olssons kulturstipendium
- 2010 – Svenska Dagbladets operapris
- 2013 – Operapriset av Tidskriften OPERA
- 2016 – Litteris et Artibus
- 2018 – International Opera Awards, Årets kvinnliga sångare.[7]
- 2018 – Hovsångerska
- 2018 – Lunds Studentsångförenings solistpris[8]

## Privatliv
Byström är gift med barytonen Markus Schwartz.